# Mike Markkula
Armas Clifford „Mike“ Markkula (* 11. Februar 1942 in Los Angeles) ist ein US-amerikanischer Unternehmer, Manager und Investor. Er war von 1981 bis 1983 CEO von Apple.

## Leben
Markkulas Vorfahren stammen aus Finnland und wanderten im 19. Jahrhundert in die Vereinigten Staaten aus.
Er studierte Elektrotechnik an der University of Southern California. Er war Business Angel und gleichzeitig der erste Investor von Apple. Mit seinen eingebrachten 250.000 US-Dollar hielt er zwischenzeitlich 26 Prozent der Aktien. Des Weiteren ist er der Gründer der Echelon Corporation. Das Markkula Center for Applied Ethics an der Santa Clara University wird von ihm gefördert, diese Universität hat ihm auch ein Ehrendoktorat verliehen.
Im Juli 2023 verkaufte er seine 14.000 Acre große Rana Creek Ranch im Carmel Valley (Monterey County) an The Wildlands Conservancy um 35 Millionen Dollar. The Wildlands Conservancy finanzierte den Ankauf mit einer Mischung aus privater und öffentlicher Unterstützung. 24 Millionen Dollar kamen vom California Wildlife Conservation Board und 2 Millionen Dollar von der State Coastal Conservancy.